# George Jackson (cầu thủ bóng đá, sinh năm 1952)
George Jackson (sinh ngày 10 tháng 2 năm 1952) là một cựu cầu thủ bóng đá người Anh thi đấu ở Football League cho Stoke City.

## Sự nghiệp
Jackson sinh ra ở Manchester và gia nhập Stoke City khi còn trẻ vào năm 1970. Ông có 12 lần ra sân cho Stoke ở mùa giải 1971-72 trước khi dính chấn thương buộc phải giải nghệ và sau đó trở thành huấn luyện viên đội trẻ tại sân Victoria Ground.

## Thống kê sự nghiệp
| Câu lạc bộ          | Mùa giải            | Giải quốc nội       | Giải quốc nội | Giải quốc nội | Cúp FA  | Cúp FA    | League Cup | League Cup | Khác    | Khác      | Tổng    | Tổng      |
| Câu lạc bộ          | Mùa giải            | Hạng đấu            | Số trận       | Bàn thắng     | Số trận | Bàn thắng | Số trận    | Bàn thắng  | Số trận | Bàn thắng | Số trận | Bàn thắng |
| ------------------- | ------------------- | ------------------- | ------------- | ------------- | ------- | --------- | ---------- | ---------- | ------- | --------- | ------- | --------- |
| Stoke City          | 1971-72             | First Division      | 8             | 0             | 0       | 0         | 0          | 0          | 4       | 0         | 12      | 0         |
| Tổng cộng sự nghiệp | Tổng cộng sự nghiệp | Tổng cộng sự nghiệp | 8             | 0             | 0       | 0         | 0          | 0          | 4       | 0         | 12      | 0         |